# Tetrix lativertex
Tetrix lativertex är en insektsart som beskrevs av Zheng, Z., K. Li och Zhi Wei 2002. Tetrix lativertex ingår i släktet Tetrix och familjen torngräshoppor. Inga underarter finns listade i Catalogue of Life.